# Menabilly
Menabilly è un promontorio situato a 2 km da Fowey, sulla costa sud-orientale della Cornovaglia, Inghilterra, Regno Unito.

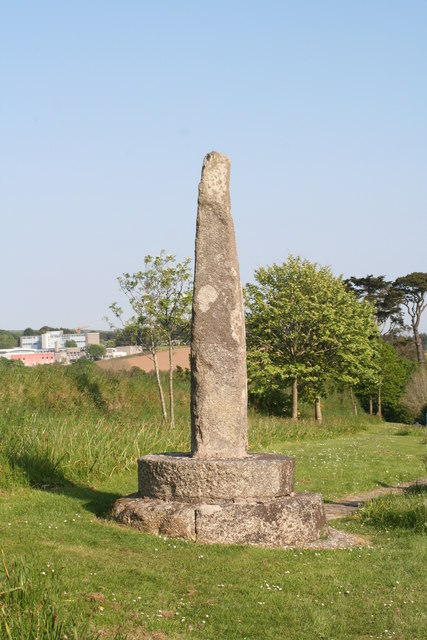
La pietra di Tristano sulla A3082 per Fowey nella località di Menabilly

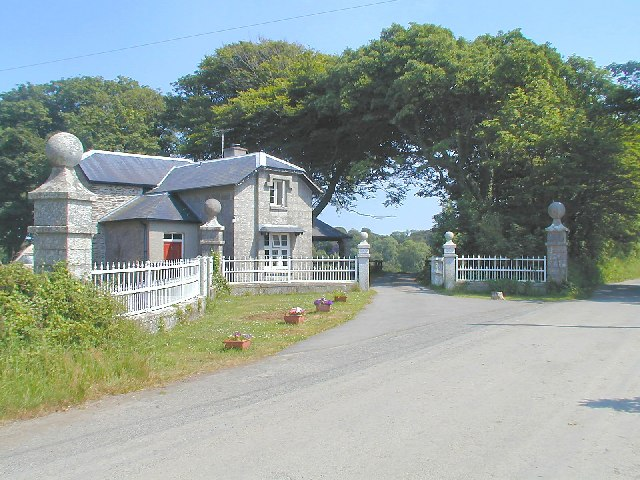
Portineria della casa dei Rashleigh a Menabilly

## Riferimenti letterari

### Letteratura medievale
Vi si può ammirare la colonna di circa due metri sulla quale si trova l'iscrizione in caratteri latini del VI secolo "Drustans hic iacet Cunumori filius", ossia "Qui giace Tristano figlio di Quonimorius". La colonna testimonia la fama, legata anche a questi luoghi, del mito di Tristano e Isotta, uno dei più amati dalla letteratura medievale.

### Letteratura contemporanea
A Menabilly si trova l'omonima casa elisabettiana del XVI secolo, nella quale visse per oltre vent'anni la scrittrice Daphne Du Maurier (1907-1989). Aveva trascorso l'infanzia a Fowey ed aveva ambientato in questi luoghi il suo libro Rebecca, la prima moglie, scritto nel 1938, da cui Alfred Hitchcock nel 1940 trasse l'omonimo film.
Nell'età adulta affittò, abitandola dal 1943 al 1964, la casa di proprietà della nobile famiglia Rashleigh, circondata da un bosco, realizzando il suo sogno di vivere, al pari della protagonista del suo romanzo, in un castello come quello di Manderley, creato dalla sua fantasia.
Lettere da Menabilly è il titolo di una  raccolta di lettere della scrittrice indirizzate al giovane scrittore Oriel Malet, pseudonimo di Auriel Malet Vaughan, conosciuto ad un party a Londra. La corrispondenza copre l'arco di un trentennio ed è stata pubblicata a cura dello scrittore e con il suo commento.